# Славицька Антоніна Керимівна
Антоніна Керимівна Славицька, прізвище до шлюбу Гасанова (30 квітня 1988 ) — український адвокат, політик. Народний депутат України IX скл. від забороненої в Україні проросійської партії ОПЗЖ. Фігурант центру Миротворець.

## Життєпис
2003—2008 — навчалася в Одеській юридичній академії за спеціальністю «Правознавство», кваліфікація «Магістр права». 2011 року захистила кандидатську роботу на тему «Адміністративно-правові засади вирішення конфліктів у діяльності органів виконавчої влади», науковим керівником роботи був Сергій Ківалов.
З 2003 року — помічник ректора, помічник-консультант народного депутата Сергія Ківалова від Партії регіонів.
У 2016 році отримала свідоцтво про право на заняття адвокатською діяльністю, згодом його дію було зупинено.
З 2017 року — фізична-особа підприємець, засновник адвокатського бюро «Гасанова і партнери», яке 2018 було перейменовано на «Славицька і партнери».

### Політика
Кандидат у народні депутати від Опозиційна платформа — За життя на виборах 2019 року, № 37 у списку. На час виборів: керівник адвокатського бюро «Славицька і партнери», член партії Опозиційна платформа — За життя.
Народний депутат України (IX скликання, з 2019). Член Комітету з питань антикорупційної політики.
У липні 2019 року із записів НАБУ стало відомо про можливу участь Славицької як помічниці Сергія Ківалова у справі про втручання Окружного суду в роботу влади. За власними словами, Славицька проходила у справі як свідок. Під час розслідування Славицька ініціювала подання заяви щодо неконституційності НАБУ, що стало підставою перевірки Славицької з боку НАЗК щодо можливого конфлікту інтересів.
Входила до складу групи ВРУ щодо напрацювання законопроектів для вирішення конституційної кризи.
З 5 жовтня 2022 року член Комітету з питань фінансів, податкової та митної політики. Секретар групи з міжпарламентських зв'язків з Болгарією.
Член депутатського об'єднання «Одещина».
У лютому 2022 Славицька підтримала постанову щодо запровадження санкцій проти депутатів Держдуми та Ради безпеки РФ.
У ВРУ входить до депутатської групи «Відновлення України», до складу якої увійшло 17 колишніх членів партії ОПЗЖ.
У грудні 2022 року Славицька підтримала містобудівну реформу (№ 5655), запроваджену в інтересах забудовників, реформа нівелювала вплив громадян на відбудову України. Публічне обговорення проєкту не проводилося, натомість, громадські організації, ЗМІ та Асоціація міст України закликали депутатів допрацювати проєкт. Протягом кількох годин після голосування петиція до президента з вимогою ветування набрала 25 тис. голосів. У НАЗК повідомили, що подані антикорупційні зауваження враховані не в повній мірі.

## Родина
- Син Олександр, у декларації по батькові дитини не вказано[32][33].